# Il cacciatore di daini
Il cacciatore di daini, (titolo originale: The Deerslayer, or The First War Path) è un romanzo d'avventura pubblicato nel 1841 dallo scrittore statunitense James Fenimore Cooper (1789 - 1851). È il quinto e ultimo romanzo del ciclo de I racconti di Calza di Cuoio, ma il primo secondo la cronologia interna della saga, seguito da L'ultimo dei Mohicani. Il protagonista è l'esploratore e cacciatore nordamericano Nathaniel "Natty" Bumppo, soprannominato "Calza di cuoio".

## Trama
L'ambientazione del romanzo è la Nuova Inghilterra del XVIII sec, colonia reclamata dalla Gran Bretagna ma ancora in buona parte occupato da foreste popolate dai nativi indiani. Il protagonista, il giovane Nathaniel "Natty" Bumppo, soprannominato "Cacciatore di daini" e "Calza di cuoio" (non ancora "Occhio di falco" e "Longue Carabine", coi quali viene chiamato in L'ultimo dei Mohicani), accompagna un pioniere di nome Henry March al lago Otsego, ove March vuole raggiungere la palafitta in cui abitano Tom Hutter e le sue figlie Judith e Hetty. Natty invece intende unirsi al suo amico, il guerriero mohicano Chingachgook, per aiutarlo a liberare la sua fidanzata Wah-ta!-Wah rapita dagli indiani Mingo. Incontratisi con Tom Hutter, i tre uomini affrontano una schermaglia con dei Mingo, ma quando Hutter e March decidono di strappare lo scalpo dei nemici uccisi per incassare una taglia dal governatore, Natty si rifiuta, adducendo di aver vissuto presso gli indiani Delaware dall'età di dieci anni, nonché che questa pratica sia contraria alla morale cristiana. Di lì a poco i Mingo attaccano nuovamente, Hutter e March vengono fatti prigionieri, mentre Natty riesce a sfuggire e raggiungere la casa di Hutter, dove si asserraglia con Judith e Hetty, in attesa che sopraggiunga Chingachgook. Hetty però decide di partire da sola per aiutare il padre: prende una canoa e raggiunge la riva, dove incontra Wah-ta!-Wah (la fidanzata di Chingachgook, prigioniera dei Mingo), la quale la conduce al campo indiano; ivi Hetty, armata di una Bibbia, esorta i Mingo a liberare i prigionieri e il loro capo Rivenoak, impressionato dal coraggio della ragazza, acconsente in cambio di un riscatto, che poi viene fissato in alcuni pezzi degli scacchi in avorio. Hutter, tornando verso la sua casa, viene però sorpreso da alcuni Uroni, che lo lasciano indietro mortalmente ferito; l'uomo, prima di morire, fa in tempo a rivelare alle figlie di non essere il loro padre biologico, bensì il secondo marito della loro defunta madre, inoltre, prima di stabilirsi sull'Otsego, faceva il pirata. Intanto Natty, raggiunto da Chingachgook, cerca di penetrare di nascosto nel campo Mingo, i due riescono a portare via Wah-ta!-Wah, ma Natty viene scoperto e catturato. Rivenoak preme ripetutamente sul prigioniero di unirsi alla sua tribù e, ottenendo ripetuti rifiuti, lo condanna al palo della tortura. Ma Henry March e Chingachgook sopraggiungono in tempo con una truppa di soldati inglesi a salvare Natty, tuttavia nello scontro rimane uccisa Hetty. Judith deciderà quindi di abbandonare la regione e tornare sulla costa, presso i suoi parenti, mentre March si arruola nell'esercito. Wah-ta!-Wah morirà dando alla luce un figlio di nome Uncas.